# 波形表孔珊瑚
波形表孔珊瑚（学名：Montipora undata）为軸孔珊瑚科表孔珊瑚屬下的一个种。